# Canton de Monpazier
Le canton de Monpazier est une ancienne division administrative française située dans le département de la Dordogne, en région Aquitaine.

## Historique
- Le canton de Monpazier, qui fut un temps écrit « canton de Monpasier », est l'un des cantons de la Dordogne créés en 1790, en même temps que les autres cantons français. Il a d'abord été rattaché au district de Belvès avant de faire partie de l'arrondissement de Bergerac[1].

- De 1833 à 1848, les cantons de Cadouin et de Monpazier avaient le même conseiller général. Le nombre de conseillers généraux était limité à 30 par département[2].

### Redécoupage cantonal de 2014-2015
Par décret du 21 février 2014, le nombre de cantons du département est divisé par deux, avec mise en application aux élections départementales de mars 2015. Le canton de Monpazier est supprimé à cette occasion. Ses treize communes sont alors rattachées au canton de Lalinde.

## Géographie
Ce canton était organisé autour de Monpazier dans l'arrondissement de Bergerac. Son altitude variait de 101 m (Saint-Avit-Rivière) à 288 m (Capdrot) pour une altitude moyenne de 172 m.

## Représentation

### Conseillers généraux de 1833 à 2015
Avant 1833, les conseillers généraux étaient désignés, et ne représentaient pas un canton déterminé.
| Période | Période      | Identité                          | Étiquette                                                | Qualité |
| ------- | ------------ | --------------------------------- | -------------------------------------------------------- | --- |
| 1833    | 1845         | Jean Vaquier de Régagnac          |                                                          | Juge de paix, maire de Montferrand                                                                                           |
| 1845    | 1848         | Joseph Auguste Frégère de Guilhem |                                                          | Maire de Cabans |
| 1848    | 1851 (décès) | Pierre Victor Mousson-Lanauze     |                                                          | Huissier audiencier Maire de Monpazier (1840-1851), conseiller d'arrondissement                                              |
| 1851    | 1871         | Henri de Lescure                  |                                                          | Avocat, juge de paix, maire de Monpazier (1852-1859)                                                                         |
| 1871    | 1877         | Jean Fournier-Gorre fils          | Droite                                                   | Maire de Biron |
| 1877    | 1901 (décès) | Jean-Baptiste Parsat              | Républicain opportuniste                                 | Médecin - Maire de Monpazier (1876-1878, 1879-1901)                                                                          |
| 1901    | 1940         | Antoine Magimel-Pélonnier         | Rad.                                                     | Vétérinaire à Monpazier Maire de Capdrot                                                                                     |
|         |              |                                   |                                                          | |
| 1942    | 1945         | André Cler                        |                                                          | Maire de Monpazier (1942-1944) Nommé conseiller départemental en 1942                                                        |
|         |              |                                   |                                                          | |
| 1945    | 1976         | Louis Magimel-Pélonnier           | Rad. puis DVD                                            | Médecin - Maire de Capdrot, ancien conseiller d'arrondissement                                                               |
| 1976    | 1988         | Lucien François                   | PS                                                       | Exploitant agricole Maire de Vergt-de-Biron                                                                                  |
| 1988    | 2015         | Marc Mattera                      | Union des démocrates de la Dordogne (UDD) puis UDF-MoDem | Employé de banque Conseiller régional (1998-2001) Maire de Biron (1985-2004) Suppléant du député Daniel Garrigue (2002-2007) |

### Conseillers d'arrondissement (de 1833 à 1940)
| Période                                  | Période | Identité                              | Étiquette    | Qualité |
| ---------------------------------------- | ------- | ------------------------------------- | ------------ | --- |
| Les données manquantes sont à compléter. |         |                                       |              | |
| 1833                                     | 1839    | Pierre Isidore de Perry               |              | Propriétaire à Monpazier, ancien conseiller à la Cour royale d'Agen                                         |
| 1839                                     | 1842    | Antoine de Perry (frère du précédent) |              | Notaire à Monpazier                                                                                         |
| 1842                                     | 1848    | Pierre Victor Mousson-Lanauze         |              | Huissier, maire de Monpazier (1840-1851)                                                                    |
|                                          |         |                                       |              | |
| avant 1855                               | 1861    | Géraud Rouquet-Laplène                |              | Propriétaire à Monpazier                                                                                    |
| 1861                                     | 1871    | Jean Fournier-Gorre père              |              | Maire de Biron                                                                                              |
| 1871                                     | 1880    | Jean Louis de Rimonteil de Lombarès   | Conservateur | Propriétaire à Gaugeac                                                                                      |
| 1880                                     | 1894    | Firmin Bigot                          | Républicain  | Maire de Monpazier (1901-1904)                                                                              |
| 1904                                     | 1919    | François Lacaze                       | Républicain  | Maire de Saint-Avit-Rivière                                                                                 |
| 1919                                     | 1940    | Jean Delpech                          |              | Maire de Monpazier (1912-1942)                                                                              |
| 1940                                     |         |                                       |              | Les conseils d'arrondissement ont été suspendus par la loi du 12 octobre 1940 et n'ont jamais été réactivés |

Sources : "Annuaires et calendriers 1789-1842 " sur le site des archives départementales de la Dordogne. https://archives.dordogne.fr/r/72/fonds-imprimes/annuaires-et-calendriers?arko_default_6076b1c79b335--ficheFocus=

## Composition
Le canton de Monpazier regroupait treize communes et comptait 2 385 habitants (population municipale) au 1er janvier 2011.
| Communes                  | Population (2012) | Code postal | Code Insee |
| ------------------------- | ----------------- | ----------- | ---------- |
| Biron                     | 186               | 24540       | 24043      |
| Capdrot                   | 510               | 24540       | 24080      |
| Gaugeac                   | 114               | 24540       | 24195      |
| Lavalade                  | 105               | 24540       | 24231      |
| Lolme                     | 221               | 24540       | 24244      |
| Marsalès                  | 238               | 24540       | 24257      |
| Monpazier                 | 511               | 24540       | 24280      |
| Saint-Avit-Rivière        | 77                | 24540       | 24378      |
| Saint-Cassien             | 25                | 24540       | 24384      |
| Saint-Marcory             | 53                | 24540       | 24446      |
| Saint-Romain-de-Monpazier | 88                | 24540       | 24495      |
| Soulaures                 | 74                | 24540       | 24542      |
| Vergt-de-Biron            | 183               | 24540       | 24572      |

## Démographie
| 1962  | 1968  | 1975  | 1982  | 1990  | 1999  | 2006  | 2011  | 2012  |
| ----- | ----- | ----- | ----- | ----- | ----- | ----- | ----- | ----- |
| 2 405 | 2 244 | 2 114 | 2 101 | 2 176 | 2 192 | 2 314 | 2 385 | 2 391 |